# Rickenbacker

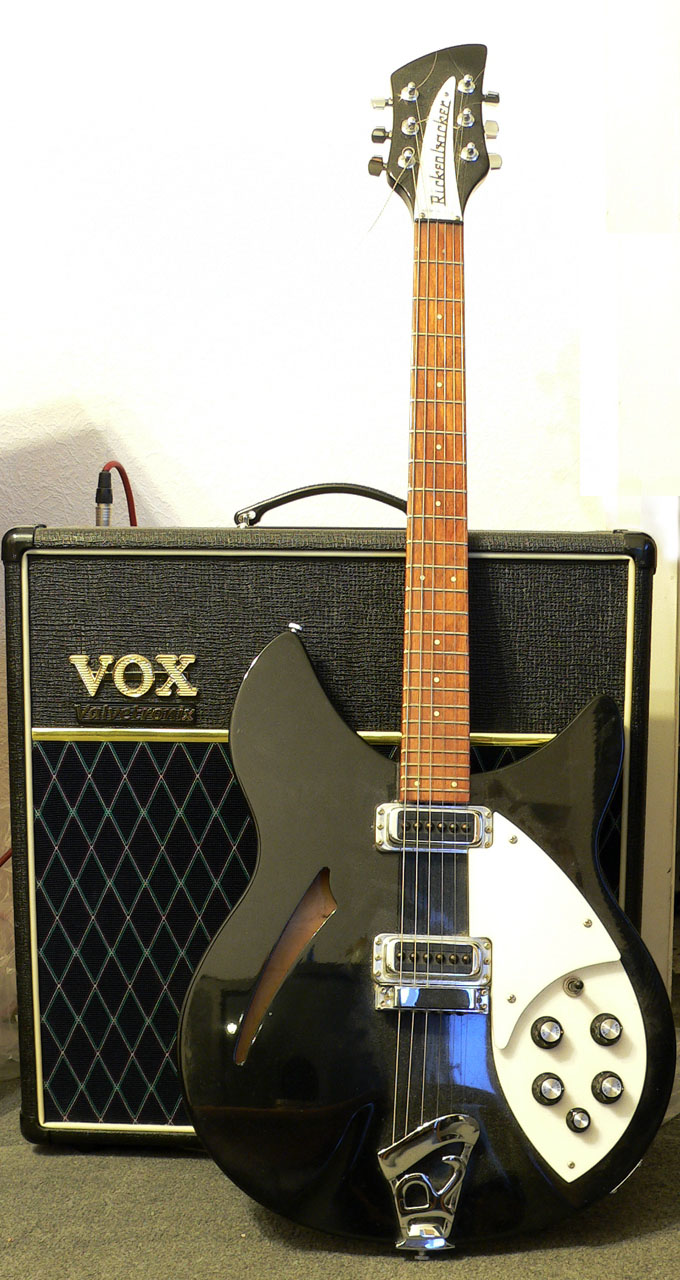
E-Gitarre Modell 330JG

E-Bass 4001 Kopfplatte Baujahr 1976

Rickenbacker ist eine US-amerikanische Gitarrenmarke. Die Firma ist einer der ältesten Hersteller elektrischer Gitarren (E-Gitarren), hier wurde der elektromagnetische Tonabnehmer erfunden. Ihre halb-akustischen Gitarren wurden in den 1960er-Jahren berühmt durch die Beatles. In den 1970er-Jahren wurden auch die Rickenbacker-E-Bässe sehr populär. Die Rickenbacker International Corporation (RIC) ist heute der einzige der großen US-amerikanischen Gitarrenhersteller, der ausschließlich in den USA produziert. Der Herstellungsort und gleichzeitig Unternehmenssitz ist Santa Ana, Kalifornien. Die Firma ist im Besitz des Firmenleiters John Hall.

## Geschichte
Der in der Schweiz geborene Adolph Rickenbacher (1887–1976) kam als Kind nach Ohio, wo ein entfernter Verwandter geboren wurde, der Rennfahrer und US-Fliegerheld des Ersten Weltkrieges Eddie Rickenbacker (1890–1973), der seinen Namensteil von bach auf back änderte, um antideutsche Einstellungen zu entkräften. 
Die Rickenbacher Manufacturing Company von Adolph stellte ab 1925 auch Metall- und Bakelit-Bauteile für Musikinstrumente her. Von Rickenbacher und George Beauchamp (1899–1941) wurde 1931 das Unternehmen Electro String Instrument Corporation gegründet, um von Beauchamp entworfene elektrisch verstärkte Hawaiigitarren (Lap-Steel-Gitarren) zu verkaufen. Für die Produkte wurde alsbald der Name übernommen. Diese Instrumente, die wegen ihrer langen Hälse und runden Klangkörper den Spitznamen Rickenbacker Frying Pan (Rickenbacker Bratpfanne) trugen, waren die ersten elektrischen Gitarren mit massivem Korpus, Solidbody-Gitarren. Sie besaßen große Tonabnehmer mit einem Paar Hufeisenmagneten, das über den Rand der Saiten reichte. Der Instrumentenhersteller konzentrierte sich bis in die 1950er auf die Herstellung von Hawaiigitarren. Zu den Mitarbeitern dieser Jahre zählte der deutsche Gitarrenbauer Roger Rossmeisl.
Mit dem Erfolg des Rock ’n’ Roll und anderer gitarrenlastiger Musikstile kam es zu einer Umorientierung in Richtung Standardgitarren sowohl bei den akustischen als auch bei den elektrischen Modellen. 1953 verkaufte Adolph Rickenbacher seine Firma an F. C. Hall, dessen Sohn heute die Firma besitzt.
1956 führte Rickenbacker zwei Instrumente mit der sogenannten neck through body Konstruktion ein. Diese Bauweise sollte zum Markenzeichen werden. Es handelte sich dabei um die Modelle Combo 400 (Gitarre) und Model 4000 (Bass).

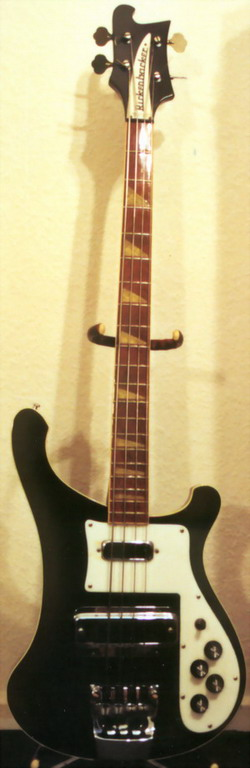
E-Bass Modell 4001 JG

1958 brachte Rickenbacker seine „Capri“-Baureihe auf den Markt. Mit dabei in dieser Baureihe war auch ein halbakustisches Modell mit Doppel-Cutaway, aus der später die berühmte 300-Serie hervorging. 1960 erwarb in Hamburg der damals noch unbekannte John Lennon eine Rickenbacker 325, die er während der frühen Jahre der Beatles durchgängig spielte. 1963 kaufte George Harrison sich eine 425, aber er zog es vor, hauptsächlich seine Gretsch Country Gent zu spielen. 1964 entwickelte Rickenbacker eine zwölfsaitige Gitarre, deren neuartige Anordnung der Stimmmechanik es ermöglichte, alle zwölf Wirbel an einer normal großen Kopfplatte zu befestigen. Das zweite jemals gebaute Instrument dieses Modells 360/12 erhielt George Harrison geschenkt. Von der guten Spielbarkeit und dem Klang begeistert, benutzte Harrison die 360/12 intensiv in den Jahren 1964 und 1965. Der Einfluss auf den Sound der Beatles lässt sich auf den Alben A Hard Day’s Night und Help! gut erkennen, so beispielsweise beim Anfangsakkord des Songs A Hard Day’s Night. Fast alle E-Gitarren von Rickenbacker zeichnen sich durch einen obertonreichen, hellen Klang aus („Jingle-Jangle-Sound“), der mit Gitarren anderer Hersteller in dieser Form nicht zu erreichen ist, besonders wenn ein VOX AC30 Röhrenverstärker angeschlossen ist. Diese Kombination Rickenbacker und VOX AC30 wird von vielen Gitarristen als optimal angesehen, um die Stärken einer Rickenbacker zur Geltung zu bringen.
Das Modell 4000 war der erste Rickenbacker-E-Bass, auf einen Blick zu erkennen am großen oberen Gurtaufnahmehorn in Form einer brechenden Welle (cresting wave) und dem klobigen Hufeisen-Tonabnehmer über den Saiten. Dem Modell 4000 folgten die sehr populäre Variante Rickenbacker 4001 (1961) mit zweitem Tonabnehmer, das Sondermodell 4002 (1967), Modell 4003 (ca. 1980) und letztlich das Modell 4004. Nicht in die Zeitreihenfolge passen der achtsaitige Bass 4008 sowie der 4005, der ab 1965 als Bassversion der Rickenbacker 360 herauskam und u. a. in Perlmutt-Weiß von John Entwistle genutzt wurde, z. B. bei Aufnahmen von „Tommy“ im „Beatclub“. Die 4001-Bässe waren neben den Precision und Jazz Bässen der Marke Fender und einigen Gibson EB-3 dominierend in der Rockmusik der 1970er und 1980er und u. a. ein Markenzeichen von Motörhead-Frontmann „Lemmy“. Unter dem Markennamen Fresher wurden von einem japanischen Hersteller Kopien angeboten.
1984 übergab F. C. Hall die Firma seinem Sohn John Hall und dessen Frau Cindalee, seitdem heißt die Firma „Rickenbacker International Corporation (RIC)“.

## Rickenbacker-Sound
Rickenbacker-Bässe der 4000er-Serie (im Gegensatz zu der 3000er-Serie) haben einen durchgehenden und nicht wie damals üblich einen eingeschraubten Hals. Dies hat einen entscheidenden Einfluss auf das Sustain und den Klang des Instruments. Zudem haben Rickenbacker-Bässe eine ungewöhnliche Mensur von 84,5 cm (33¼ Zoll), was ebenfalls zum einzigartigen Klang und der besonderen Bespielbarkeit beiträgt.
Viele Rickenbacker-Gitarren und -Bässe sind mit der sogenannten „Rick-O-Sound“-Stereo-Buchse ausgestattet, was es ermöglicht, die verschiedenen Tonabnehmer des Instruments an unterschiedliche Effektgeräte oder Verstärker anzuschließen. Bekannt dafür ist Chris Squire, der den Halspickup seines Basses mit einem normalen Bassverstärker abgriff, den Stegpickup aber mit einem Verstärker für E-Gitarren.

## Bekannte Benutzer

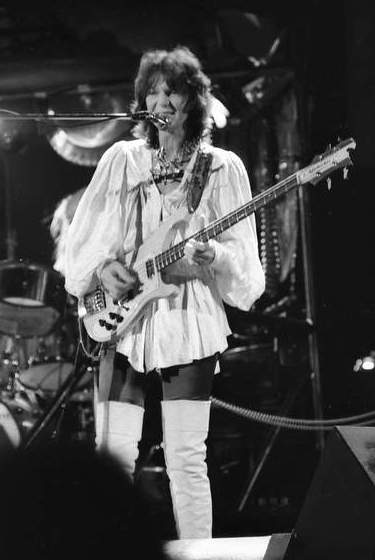
Chris Squire mit einem Rickenbacker-Bass (1973)

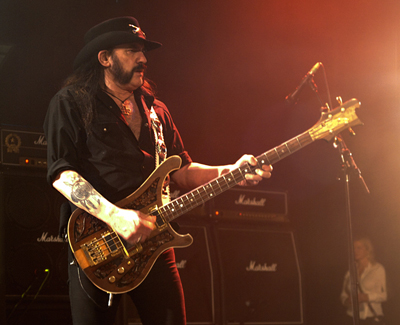
Lemmy Kilmister von Motörhead mit einem Rickenbacker-Bass

Gitarren von Rickenbacker gelangten schnell zu großer Beliebtheit bei Rockmusikern der 1960er-Jahre. Zu nennen wären unter anderem John Lennon und George Harrison von den The Beatles, Roger McGuinn von The Byrds und Pete Townshend von The Who. John Kay (Steppenwolf) spielte das 1968 auf den Markt gekommene Modell 381, das in limitierter Auflage ab März 1987 wieder erhältlich war. In den frühen 1970er-Jahren kamen die Gitarren aus der Mode, dagegen blieben Rickenbacker-Bässe sehr beliebt. Paul McCartney zum Beispiel spielte bis in die 1980er-Jahre seinen speziell für Linkshänder gebauten Rickenbacker-Bass. In späteren Jahren entdeckten Gitarristen wie Tom Petty, Mike Campbell, Paul Weller von The Jam, Johnny Marr von The Smiths, Per Gessle von Roxette,  Marty Willson-Piper von The Church, Peter Buck von R.E.M., Sergio Pizzorno von Kasabian und Susanna Hoffs von den Bangles ihre Vorliebe für Rickenbacker-Instrumente. Auf der Live-DVD der Britpop-Band Coldplay spielen Chris Martin sowie Jonny Buckland eine Gitarre dieser Marke. Während der 99 Revolutions Tour spielte auch Billie Joe Armstrong von Green Day des Öfteren eine Rickenbacker Gitarre des Typs Rickenbacker 360/12.
Zu den bekanntesten Bassisten, die einen Bass der Marke Rickenbacker spielen oder spielten, gehören John Entwistle von The Who, Roger Waters von Pink Floyd, Mike Rutherford von Genesis, Chris Squire von Yes, Geddy Lee von Rush, Lemmy Kilmister von Motörhead, Roger Glover von Deep Purple, Steve Priest von The Sweet, Hellmut Hattler von Kraan, Cliff Burton von Metallica, Joey DeMaio von Manowar und Carl-Johan Fogelklou von Mando Diao.